# Houdemont (Belgique)
Pour les articles homonymes, voir Houdemont.
Houdemont (en gaumais Hoûlmont) est une section de la commune belge de Habay située en Région wallonne dans la province de Luxembourg.

## Démographie
- Source: INS recensements population

## Histoire
Le 24 août 1914, le 23e RI de l'armée impériale allemande y passa 11 civils par les armes et y détruisit 68 maisons, lors des atrocités allemandes commises lors de l'invasion.
Les briqueteries étaient la principale activité du village. Elle s'est surtout développée vers la fin du XIXe siècle et a commencé à décliner après la Seconde Guerre mondiale. La dernière briqueterie, la briqueterie Huberty (ou briqueterie du Progrès) a fermé en 1985 et se situait dans la rue du 24 août.
Une gare ouvre à Houdemont sur la ligne 162, sans doute à la fin du XIXe siècle. Ce qui n'était qu'une simple halte reçut autour de 1900 un bâtiment de type 1893 édifié en brique rouge avec décorations de pierre. Cette gare est désormais fermée mais le bâtiment a échappé à la démolition et a été reconverti en habitation.
La commune de Houdemont fut intégrée à la nouvelle commune de Habay lors de la fusion des communes de 1977.
En 2018, Vivalia annonce la construction d'un nouvel hôpital à Houdemont en bordure d'E411. Il devrait voir le jour en 2025.